# Thygater tuberculata
Thygater tuberculata är en biart som beskrevs av Urban 1967. Thygater tuberculata ingår i släktet Thygater och familjen långtungebin. Inga underarter finns listade i Catalogue of Life.